# Horváth Ernő (pilóta)
Horváth Ernő (Budapest, 1883. november 11. – Budapest, 1943. január 3.) magyar tanár, repülőgép-konstruktőr, pilóta, a magyar repülés hőskorának egyik kiemelkedő alakja.

## Életpályája
Horváth Gyula orvos és Braunwarth Gizella fia. Középiskolai matematika és fizika szakos tanár volt. Repülőgép vezetőként az országban több repülőnapon propagálta a repülést. A magyar motoros repülés a Rákosmezőn indult meg. Elsők között telepedett meg a fa hangárvárosba. Repülőgép tervezőként, több a kor színvonalán álló monoplánt (egyfedelű repülőgépet) szerkesztett és több diákjával együtt épített. Már az első, Horváth I. elnevezésű, 25 lóerős gépével az 1910. június 5–15. közötti budapesti nemzetközi repülőversenyen a magyar gépek kategóriájában első díjat nyert. Gépeit kezdetben maga vezette, de miután súlyos repülőbaleset érte, abbahagyta a repülőgép vezetést. 1911-ben építette meg a Horváth II., majd szerény állami támogatással kétüléses katonai gépet, az első magyar utasszállító repülőgépet. Ezzel 1912. november 12-én Kvasz András leszállt a Dunára. Gépeit kezdetben maga vezette, de egy repülőbalesetet követően képzett pilótákra bízta. A Horváth III/A jelű gépe Prodam Guido vezetésével először repült Budapest felett. Ez a gép átrepülte a Quarnerói-öblöt, miközben 11 000 méter magasságot ért el. Ezt követte a Horváth III/B, valamint az ebből kifejlesztett Horváth III/C, a „Fecske” típusú gépe, mely egyben a legsikeresebb alkotása volt.

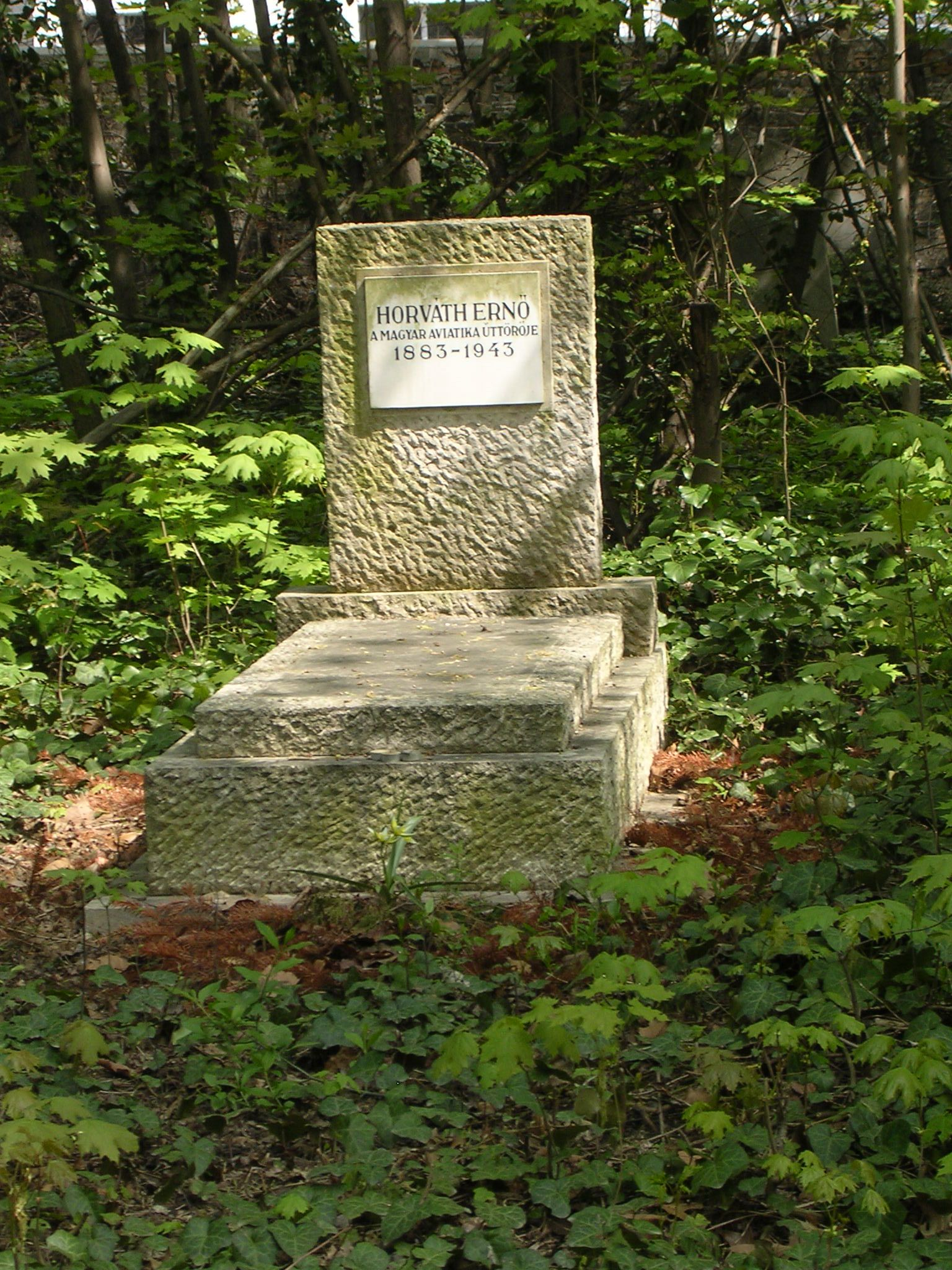
Sírja a Fiumei úti sírkertben (49-2-57)

1912-ben megpályázta a monarchia légjáró csapatainak katonai gépek tervezésére kiírt díját. A kétüléses hadi-repülőgép négyszögletes törzskeresztmetszetű, keskenyedő szárnyformájú, 9 méter hosszú, 2,9 méter magas, 12 méter fesztávolságú repülőgép, melynek szárnyfelülete 21 négyzetméter, felszálló súlya 420 kilogramm, a 70 lóerős Daimler-motor 110 kilométer/órás sebességével a monarchia hadigépei között ekkor a leggyorsabbnak számított. A gép berepülésére az akkori idők egyik leggyakorlottabb pilótáját Kvasz Andrást kérte fel. Az Osztrák–Magyar Monarchiában nem rendszeresítettek magyar gyártású repülőgépet. 1915-ben tartalékos főhadnagyként motortant oktatott a Petróczy István által vezetett bécsújhelyi repülőtiszti iskolában. Az első világháborút követően a Repülő Kísérleti Intézetben dolgozott.
Gépeit változó görbületű és hajlásszögű szárnyakkal építette, amivel jó oldal- és hosszstabilitást, valamint siklóképességet ért el. Elsőként foglalkozott Magyarországon azzal a problémával, hogyan lehetne a repülőgépek magassági és oldalkormányát egyetlen, univerzális kormánnyal helyettesíteni. Zsélyi Aladár mellett a tudományos alapon kísérletező, legtermékenyebb repülőgép-szerkesztő volt.

## Írása
- A repülőmotor (Budapest, 1922)

## Emlékezete
- Egyik repülőgépének elkészített példánya a budapesti Fórum Hotel előcsarnokát díszíti.
- Sírja a Fiumei úti sírkert 49. parcellájában található.
- Nevét utca őrzi Rákoshegyen, a Helikopter lakóparkban.
- Repülőgépét magyar bélyegen is megörökítették.

## Külső hivatkozások
- Samu Ferenc. rakosmente.hu. [2012. január 29-i dátummal az eredetiből archiválva]. (Hozzáférés: 2012. január 13.)
- Samu Ferenc. haif.org. (Hozzáférés: 2012. január 13.)